# Akli Tadjer
Pour les articles homonymes, voir Akli (homonymie) et Tadjer.
Akli Tadjer est un écrivain franco-algérien né le 11 août 1954 à Paris.

## Biographie
Akli Tadjer  est né à Paris en 1954, fils d’émigrés. Son père est venu en France en 1939 en tant que militaire pendant la Seconde Guerre mondiale. Il connaît une enfance en banlieue, à Gentilly, dans le Val-de-Marne. Après avoir quitté les bancs de l'école très tôt, il entre dans la vie active. Dans les années 1980, il fait divers petits boulots, ce qui ne l'empêche pas de passer le plus clair de son temps à hanter les bibliothèques car la lecture est sa passion. Il entre dans un journal en tant que coursier, il est repéré par le rédacteur en chef, qui l'inscrit au CPJ, rue du Louvre à Paris.
Puis il adapte les romans de Georges Simenon pour la télévision. En 1984, un voyage en Algérie lui inspire son premier roman, Les A.N.I du Tassili, dont il fait ensuite aussi l'adaptation pour la télévision. D'autres de ses romans comme Le Porteur de cartable ou Il était une fois... peut-être pas sont également adaptés pour la télévision. Le Porteur de Cartable est inscrit au programme du bac. Dans un lycée de Péronne, en Picardie, des élèves réagissent, pour des raisons racistes, contre ce roman, cet auteur et son vocabulaire (qui incorpore des mots arabes),. En contact avec l'enseignant, informé des réactions, il diffuse leurs propos racistes sur les réseaux sociaux. Mais il va aussi à leur rencontre et dialogue avec 25 lycéens, à huis clos, dans cet établissement scolaire. Pour lui, « la fonction essentielle d'un écrivain est d'aller à la rencontre ». Pour lancer un débat, il pose une question à ces lycéens : «qui n'est pas raciste ici ?». Deux doigts se lèvent. Un se ses essais, Qui n'est pas raciste, ici ?, retrace cet échange dans ce lycée.
Ses romans sont traduits dans de nombreux pays : Italie, Allemagne, Suède, en Russie, et sont coédités en Algérie..

## Publications
- 1984 : Les A.NI. du Tassili, Prix Georges Brassens 1985[6]
- 2000 : Courage et Patience, Grand Prix du Var
- 2002 : Le Porteur de cartable, Prix Maghreb-Méditerranée-Afrique
- 2005 : Alphonse
- 2006 : Bel-Avenir, Prix Eugène-Dabit du roman populiste 2006
- 2008 : Il était une fois... peut-être pas, Prix auféminin.com,  Prix des lecteurs du Var
- 2009 : Western
- 2012 : La Meilleure Façon de s'aimer
- 2014 : Les Thermes du paradis, Prix Albert Bichot du Salon de Livres en Vignes 2014
- 2015 : Un semplice gesto di tenerezza : Garzanti
- 2015 : Paradisbaden : Sekwa
- 2016 : La Reine du Tango, Prix Nice-Baie-des-Anges
- 2016 : Das Paradis gleich um die ecke : Blanvalet
- 2018 : La vérité attendra l'aurore
- 2019 : Qui n'est pas raciste, ici ?[4]
- 2021 :  D'Amour et de guerre, Les Escales, Grand prix du roman métis 2021
- 2022 :  D'audace et de liberté, Les Escales, Prix Villeneuve du livre 2022
- 2024 : De ruines et de gloire, Les Escales[7] Prix du livre européen et méditerranéen 2024

## Scénarios
- 1986 : Le Passager du Tassili
- 1986 : Messieurs les jurés : "L'Affaire Kerzaz" de Michèle Lucker
- 1989 : Sixième gauche
- 1994 : Fruits et légumes
- 1995 : Le Ferme Crocodile
- 1999 : Maigret et le fantôme
- 2002 : L’Étalon (dramatique France-Culture)
- 2011 : Il était une fois...peut-être pas